# Schistura punctatus
Schistura punctatus és una espècie de peix de la família dels balitòrids i de l'ordre dels cipriniformes.

## Hàbitat i distribució geogràfica
És un peix d'aigua dolça, demersal i de clima tropical, el qual viu a Àsia (el Vietnam).

## Observacions
És inofensiu per als humans.